# Strumigenys canina
Strumigenys canina (лат.) — вид мелких муравьёв из подсемейства Myrmicinae. Восточная Азия (Китай, Корея, Япония).

## Описание
Длина оранжево-коричневого тела около 3 мм. Отличается следующими признаками: жвалы узкие, треугольные с несколькими зубчиками на жевательном крае, включая самый длинный и широкий 5-й зуб, хорошо заметный при просмотре анфас, даже когда нижние челюсти полностью закрыты. Передний клипеальный край широко, неглубоко, но равномерно вогнут. Скапус и клипеус без волосков, как и почти всё тело голые. Тело узкое и относительно тонкое. Усики 6-члениковые. Предположительно, как и другие виды рода, это хищный вид, охотящийся на мелкие виды почвенных членистоногих. Стебелёк между грудкой и брюшком состоит из двух члеников: петиолюса и постпетиолюса (последний четко отделен от брюшка), жало развито, куколки голые (без кокона). Специализированные охотники на коллембол. Вид был впервые описан в 1979 году под названием Pentastruma canina по материалам из Японии. Включён в состав видовой группы Strumigenys sauteri (Dacetini)